# Total Wine & More
Total Wine & More ist ein amerikanischer Alkohol-Einzelhändler in Familienbesitz, der von den Brüdern Robert und David Trone gegründet wurde und geleitet wird. Der Hauptsitz des Unternehmens befindet sich in North Bethesda, Maryland. Im Jahr 2018 hatte das Unternehmen etwa 7.000 Mitarbeiter, davon 500 in der Unternehmenszentrale. Der Umsatz des Unternehmens wurde 2014 auf mehr als 1,5 Milliarden US-Dollar geschätzt. Im Juni 2020 eröffnete Total Wine seine 210. US-Filiale.